# Brzozowiec
Brzozowiec (ukrán nyelven: Березовець) Lengyelország délkeleti részén, a Kárpátaljai vajdaságban, a Sanoki járásban, Gmina Zagórz község területén fekvő település. Zagórztól közel 11 kilométernyire délnyugatra fekszik, a járási központtól, Sanoktól 14 kilométernyire délre található és Rzeszówtól 69 kilométernyire délre fekszik. 

## Fordítás
Ez a szócikk részben vagy egészben  a   Brzozowiec, Podkarpackie Voivodeship című angol Wikipédia-szócikk ezen változatának fordításán alapul.  Az eredeti cikk szerkesztőit annak laptörténete sorolja fel. Ez a jelzés csupán a megfogalmazás eredetét és a szerzői jogokat jelzi, nem szolgál a cikkben szereplő információk forrásmegjelöléseként.